# Дистрикти Люксембургу
Дистрикти Люксембургу (люксемб. Distrikter, фр. Districts, нім. Distrikte) — адміністративно-територіальна одиниця першого рівня у Люксембурзі до 3 жовтня 2015 року.

## Історія
Три дистрикти були створені 24 лютого 1843 року. З 30 травня 1857 по 4 травня 1867 року був ще четвертий дистрикт Мерш, що складається з кантонів Мерш та Реданж.
дистрикти скасовані 3 жовтня 2015 року, що робить кантони найбільшими територіальними утвореннями країни. Повноваження дистриктів були передані кантонам з метою скорочення адміністративного апарату.

## дистрикти
Люксембург поділяєвся на три дистрикти.
| № | дистрикт    | Адміністративний цент | Площа (км2) | Населення (2015) | Щільність населення | Код ISO |
| - | ----------- | --------------------- | ----------- | ---------------- | ------------------- | ------- |
| 1 | Дикірх      | Дикірх                | 1157,3      | 85 439           | 74                  | LU-D    |
| 2 | Ґревенмахер | Ґревенмахер           | 524,8       | 66 207           | 126                 | LU-G    |
| 3 | Люксембург  | Люксембург            | 904,3       | 411 312          | 455                 | LU-L    |